# Haapovaarat
Haapovaarat är kullar i Finland.   De ligger i landskapet Norra Österbotten, i den nordöstra delen av landet, 700 km norr om huvudstaden Helsingfors. Haapovaarat ligger vid sjön Oijusluoma.
Haapovaarat sträcker sig 61 km i sydvästlig-nordostlig riktning. Den högsta punkten är 490 meter över havet.
Topografiskt ingår följande toppar i Haapovaarat:
- Kalettomanvaara
- Konttainen
- Kouvervaara
- Maanselkä
- Majavavaara
- Marjovaara
- Mustavaara
- Pyhätunturi
- Rukatunturi
- Salmivaara
- Salomaa
- Siltinkivaara
- Säynäjävaara
- Valtavaara